# Montparnasse – Bienvenüe metróállomás
A Montparnasse – Bienvenüe egy metróállomás Franciaországban, Párizsban a párizsi metró 4-es metróvonalán. Tulajdonosa és üzemeltetője a RATP.

## Nevezetességek a közelben
- Tour Montparnasse
- Musée Bourdelle
- Montparnasse-i temető
- Musée de La Poste
- Jardin Atlantique
- Paris Gare Montparnasse
- École nationale du génie rural, des eaux et des forêts

## Metróvonalak
Az állomást az alábbi metróvonalak érintik:
- 4-es metróvonal
- 6-os metróvonal
- 12-es metróvonal
- 13-as metróvonal

## Kapcsolódó állomások
A metróállomáshoz az alábbi állomások vannak a legközelebb:
- Saint-Placide (Porte de Clignancourt, 4-es metróvonal)
- Vavin (Bagneux–Lucie Aubrac metróállomás, 4-es metróvonal)
- Pasteur (Charles de Gaulle - Étoile, 6-os metróvonal)
- Edgar Quinet (Nation, 6-os metróvonal)
- Notre-Dame-des-Champs (Mairie d’Aubervilliers, 12-es metróvonal)
- Falguière (Mairie d’Issy, 12-es metróvonal)
- Duroc (Les Courtilles, Saint-Denis – Université, 13-as metróvonal)
- Gaîté (Châtillon - Montrouge, 13-as metróvonal)

## Galéria

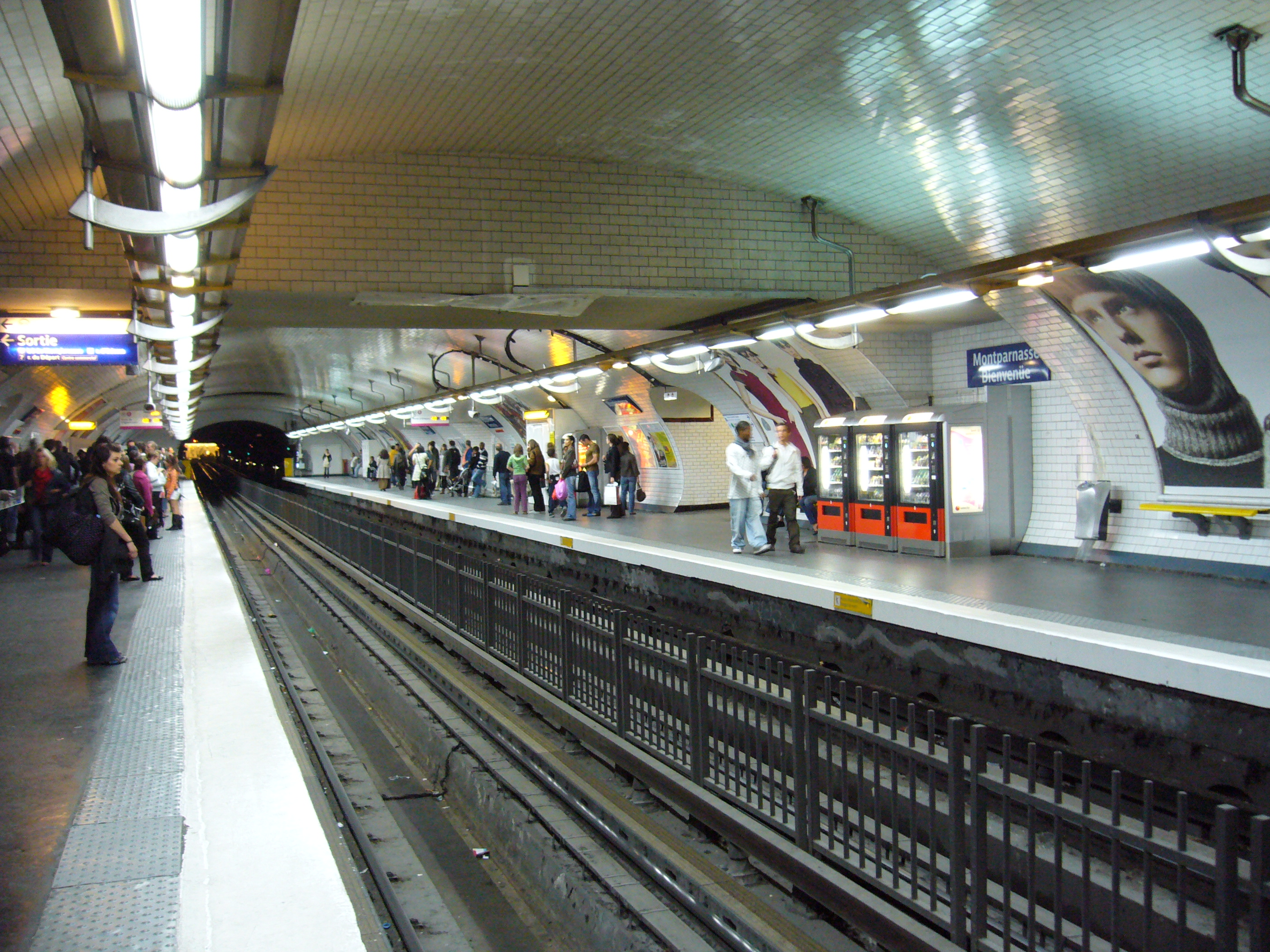
A 4-es vonal peronjai a Montparnasse – Bienvenüe állomáson
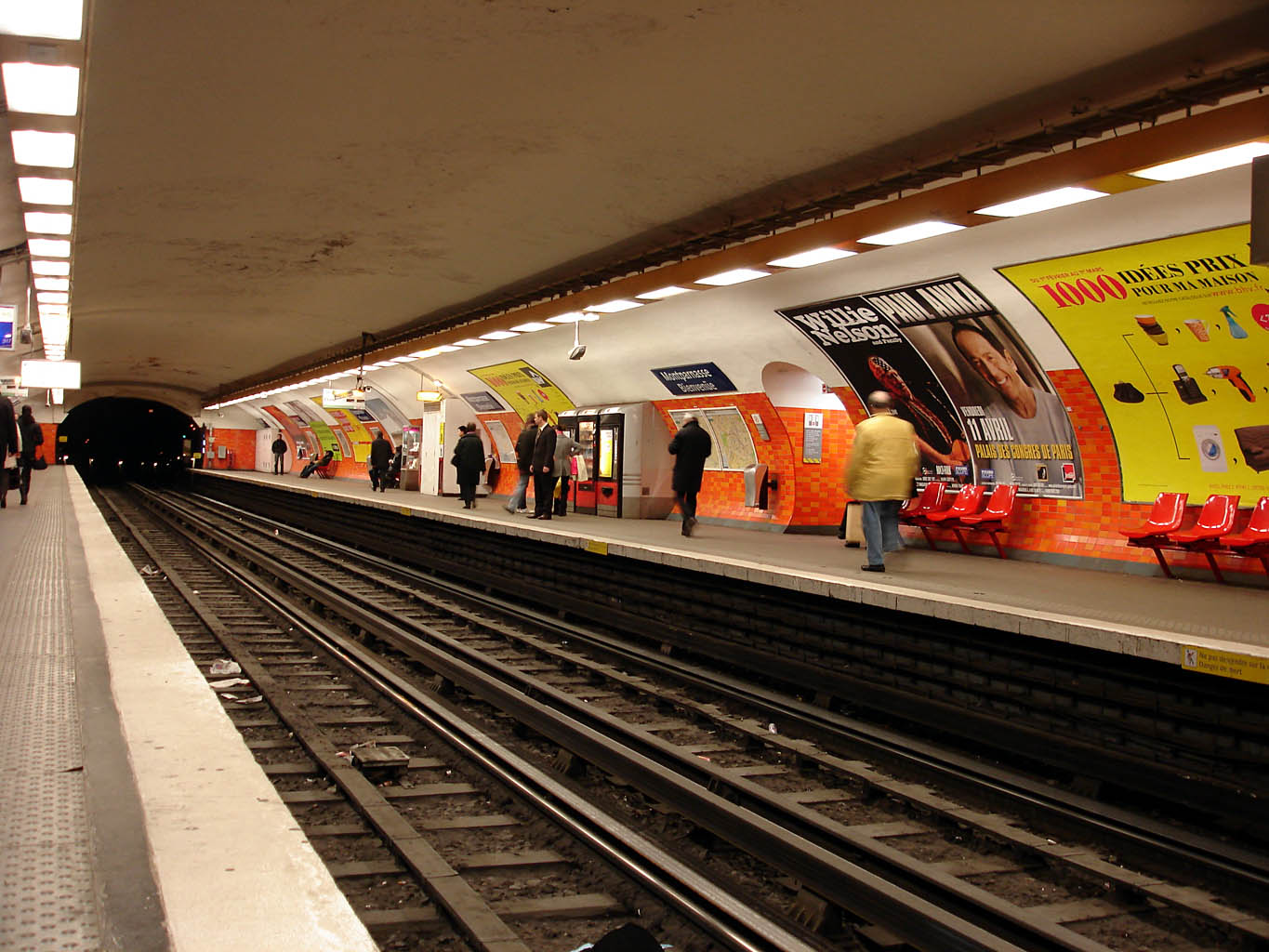
A 6-os vonal peronjai a Montparnasse – Bienvenüe állomáson
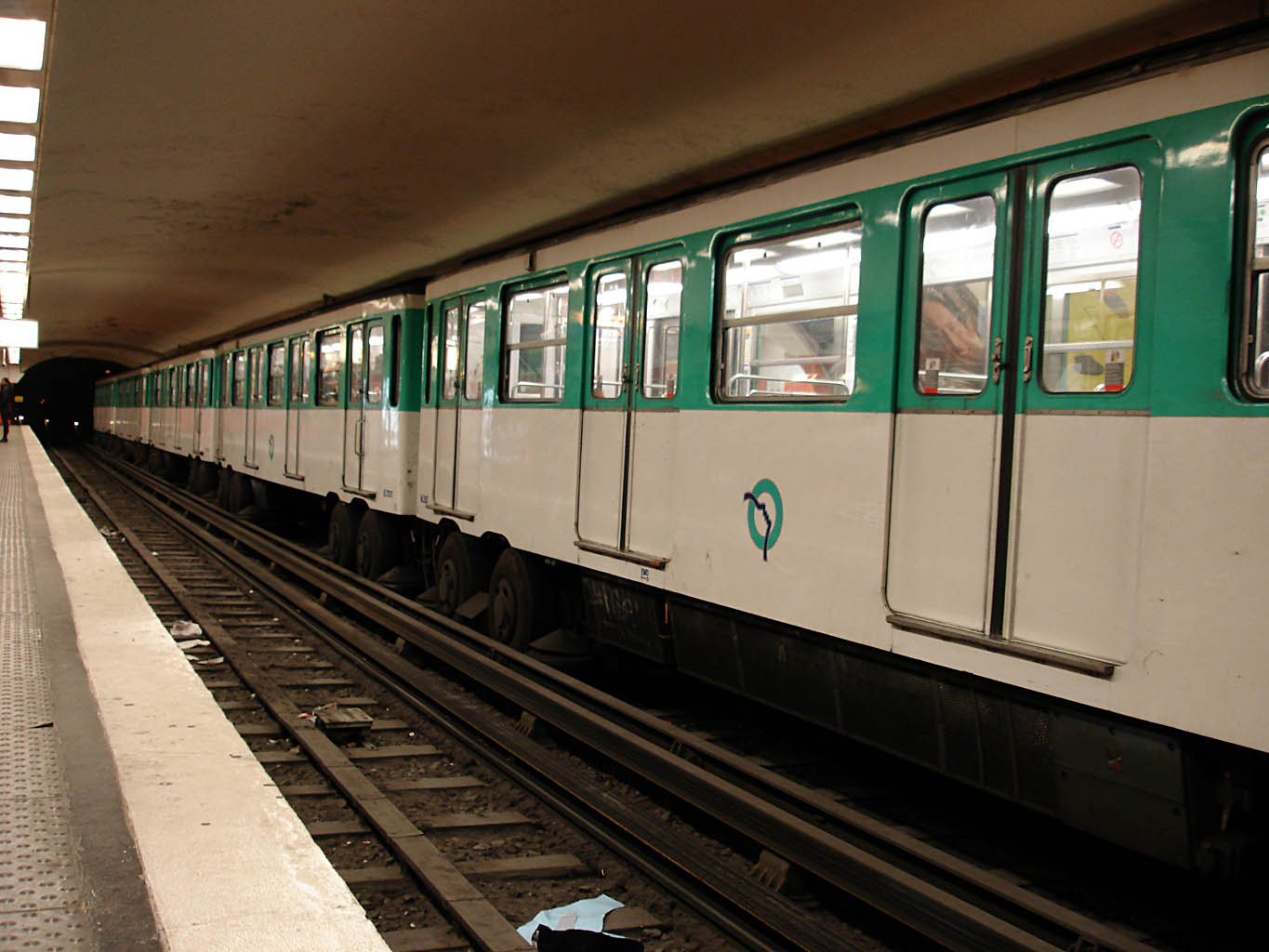
MP 73 sorozatú szerelvény a 6-os vonalon Montparnasse – Bienvenüe állomáson
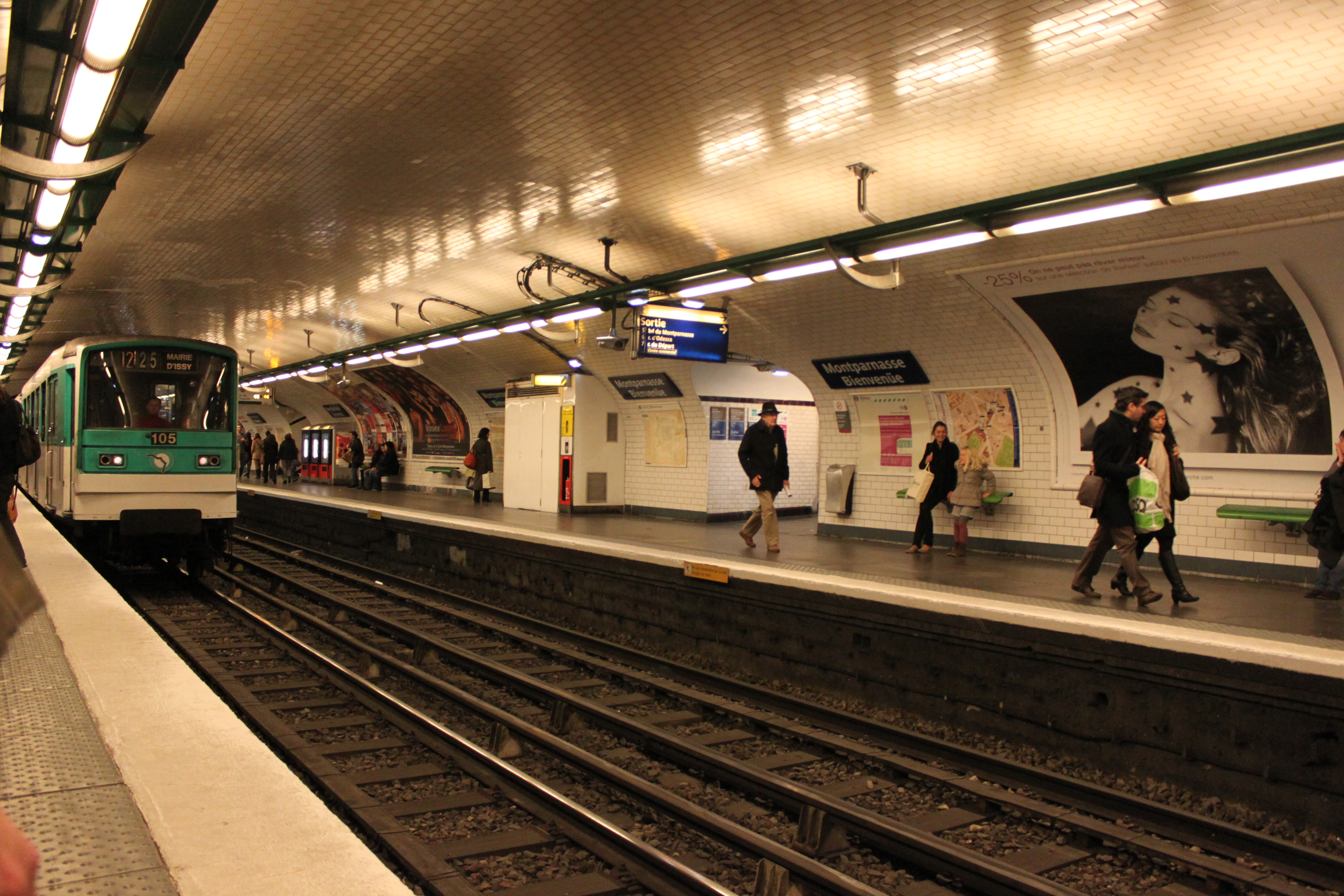
A 12-es vonal peronjai a Montparnasse – Bienvenüe állomáson
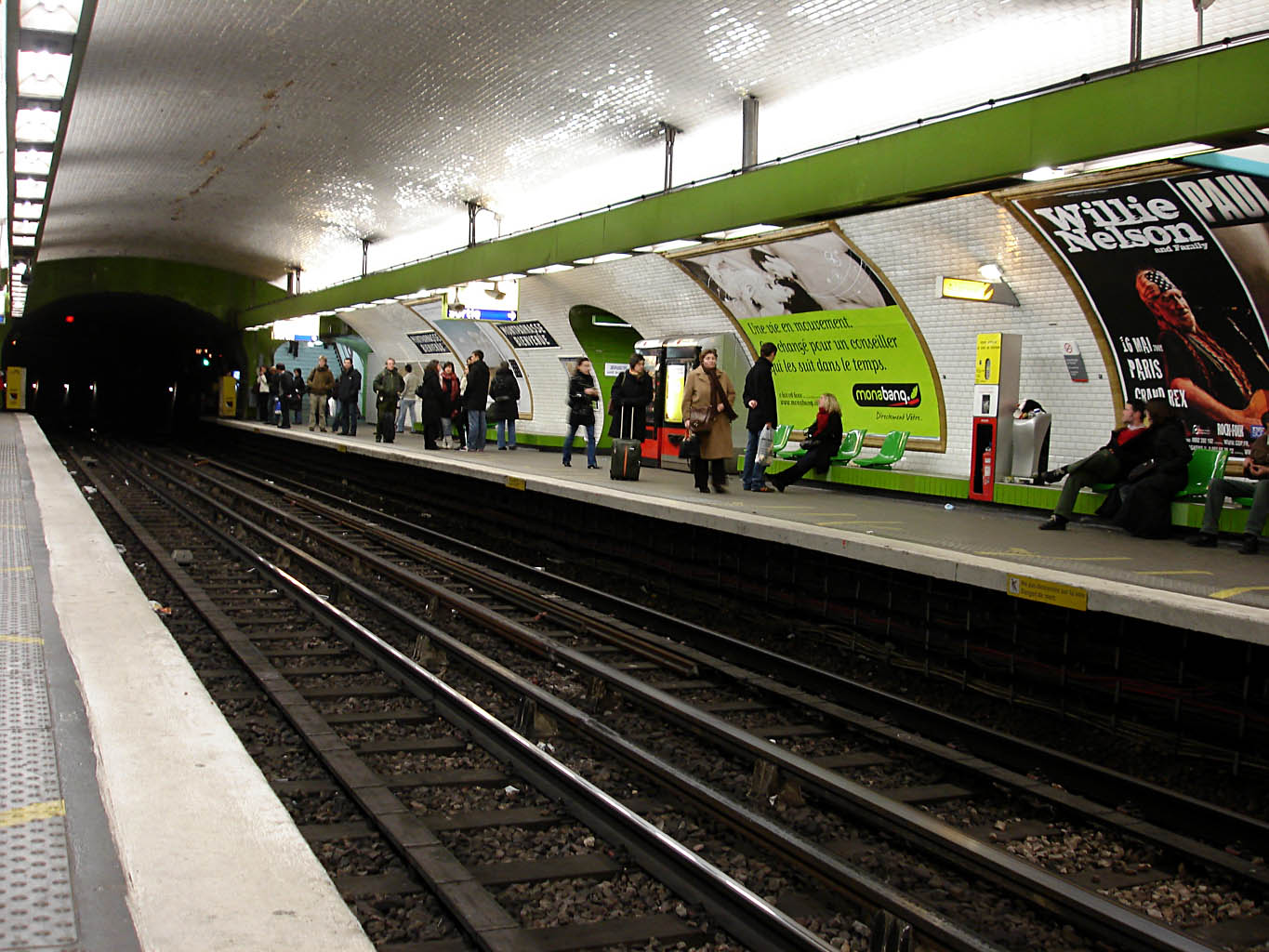
A 13-as vonal peronjai a Montparnasse – Bienvenüe állomáson
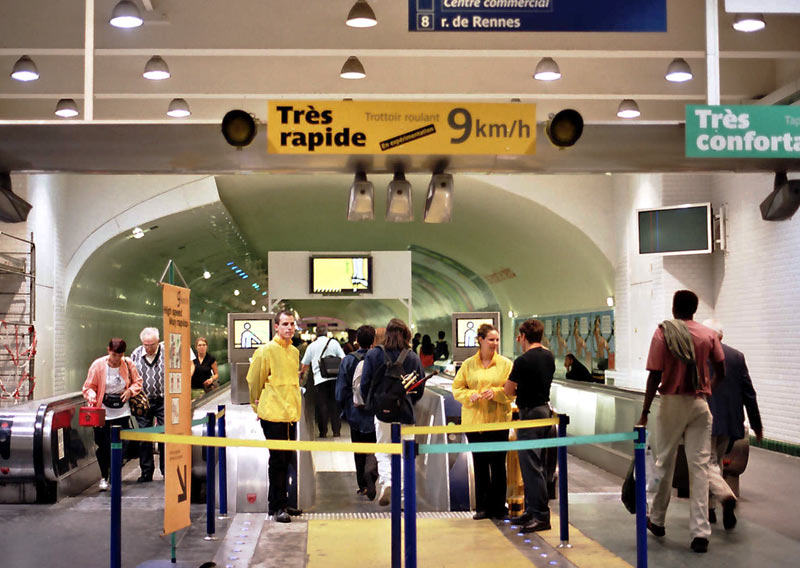
Az új aluljáró kísérleti szakasza
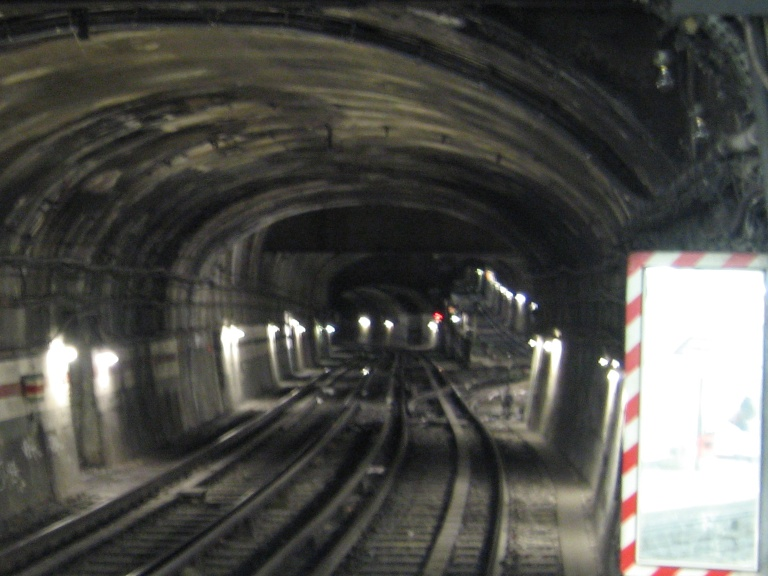
Kapcsolat a 4-es és a 12-es vonalak között